# حصن الثرمد
 حــــصن الثــــرمد يقع في ولاية السويق بسلطنة عمان. 
يقع حصن الثرمد بولاية السويق على بعد حوالي 14 كم غرب المصنعة بالقرب من الطريق العام .وهو مربع الشكل طول ضلعه الداخلي حوالي 37.5م ويضم أربعة أبراج أحدها مستطيل الشكل. بناه آل سعد, وكان يستخدم كمقر للحكم وإدارة شؤون الولاية نظرا لموقعه الاستراتيجي، وقد كانت حصون عمان تستخدم كمقر للقوات و سكن للأئمة .